# Minamoto no Saneakira
Minamoto no Saneakira (源信明?   910-970) fue un poeta waka japonés de mediados del período Heian. Junto a su padre Minamoto no Kintada fue designado miembro de los Treinta y seis poetas inmortales. os poemas de Saneakira están incluidos en varias antologías de poesía imperiales, incluyendo el Kokin Wakashū.

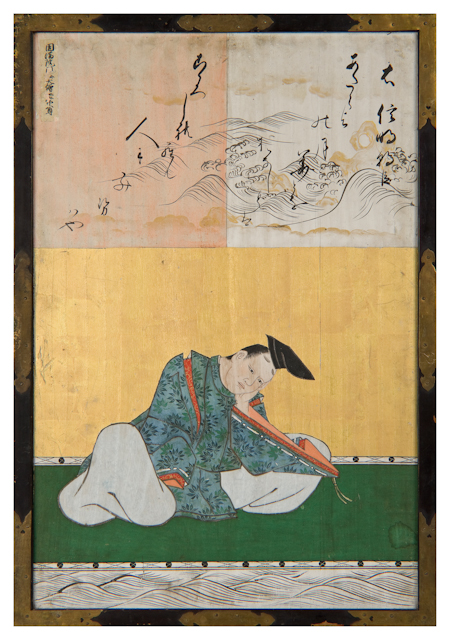
Minamoto no Saneakira

Los poemas de Saneakira están incluidos en varias antologías de poesía imperiales, incluyendo el Goshūi Wakashū. Se preserva una colección de sus poesías conocida como Saneakirashū (信明集?)